# Patrick Hernandez
Pour les articles homonymes, voir Hernandez.
Patrick Hernandez est un auteur-compositeur-interprète français des années 1970 né le 6 avril 1949 au Blanc-Mesnil (Seine-Saint-Denis).
Il a connu un succès mondial avec son titre disco Born to Be Alive qui fut un succès sans lendemain en 1979.

## Biographie

### Enfance et débuts dans la musique
Patrick Hernandez est né le 6 avril 1949 au Blanc-Mesnil (à l'époque en Seine-et-Oise, désormais en Seine-Saint-Denis), d'un père d'origine espagnole, préparateur en pharmacie et d'une mère d'origine italienne, comptable. Il grandit à Savennières, commune proche d'Angers et passe la fin de son adolescence avec sa mère à Goussainville (Val-d'Oise) où il fréquente le collège Pierre-Curie. « C’est là que j’ai commencé à faire de la musique de manière professionnelle. Les hasards de la vie m’ont amené dans le Périgord. J’avais 19 ans et je débutais en jouant dans des bals, à Périgueux ou à Limoges. »
Il vit quelque temps à Noyon dans l'Oise vers les années 1970/1980.
Patrick Hernandez fait ses premières incursions dans le monde de la musique en intégrant différents groupes avec lesquels il sort des premiers 45 tours qui ne connaissent pas le succès dont la première version de Back to the boogie, repris quelques années plus tard sur son premier 33 tours avec Hervé Tholance. Produit par Jean-Claude Pellerin et Jean Vanloo, c'est le groupe Paris Palace Hotel, dit P.P.H., fondé par Patrick Margueron, qui compte déjà parmi ses membres Hervé Tholance qui, après une maquette faite au Studio D.E.S. à Bruxelles, enregistre en 1975 au studio 92, un album de quatorze chansons dont une version rock de Born to Be Alive, une ballade initialement, composée depuis quelques années. Mais l'album ne sort pas et le groupe se dissout fin des années 1970 (1978-79).
Découragé, Patrick Hernandez songe à arrêter la musique et, après une rupture amoureuse, part élever des veaux dans le Périgord en 1977-1978,. Il joue dans un orchestre, l'orchestre de Martin Transit, sous le pseudonyme de Pat Harrison. Il revient chanter son tube de nombreuses fois en Dordogne, à Thiviers, Excideuil, Périgueux ou encore Tourtoirac, où il est accompagné par un groupe local dans lequel joue notamment Michel Basler, un grand batteur bien connu dans le Sud-Ouest, et où chante Jacky Cardona, ex-ingénieur du son et choriste de Mike Brant.

### Apogée avec le titreBorn to Be Alive
Patrick Hernandez modifie ses projets quand le producteur Jean Vanloo lui demande de le rejoindre à Mouscron, en Belgique, pour travailler ensemble. Grâce à lui, il enregistre à nouveau au Studio D.E.S, dans un arrangement de Guy Delo, supervisé par Jack Say, propriétaire du Studio, le titre Born to Be Alive, dans un style disco. « À l'époque, le terme disco était pour moi un gros mot. J'avais 30 ans et j'étais rock », explique-t-il pourtant. Il accepte de se prêter à cette nouvelle version, par nécessité plus que par goût. Cet enregistrement est ensuite remixé dans différents studios, et c'est finalement la version mixée au Studio Kathy (propriété de Marc  Aryan; une partie du dernier album de Marvin Gaye y fut enregistrée), à Ohain (Belgique), qui sera mise sur le marché. Le disque rencontre d'abord le succès en Italie en 1978, où il est certifié disque d'or, avant d'être édité par CBS France l'année suivante.
Il reste à la première place du hit-parade français durant trois mois à partir de mars 1979. En Grande-Bretagne, Born to be Alive atteint la dixième place des charts et reste classé durant quatorze semaines. Aux États-Unis, le titre se classe à la seizième place du Billboard et reçoit un disque d'or (plus d'un million d'exemplaires vendus). Parmi la troupe auditionnée par Patrick Hernandez et son producteur Jean Vanloo pour une tournée promotionnelle, figure une jeune danseuse américaine, Madonna Louise Ciccone, qui est devenue la célèbre Madonna par la suite. Ayant trop de personnalité pour figurer comme simple danseuse dans le show de Patrick Hernandez, Madonna est invitée à Paris où elle séjourne boulevard de Courcelles dans la chambre de bonne située au-dessus de l'appartement de Jean-Claude Pellerin, pour recevoir d'autres propositions où elle tient le rôle de vedette principale. Aucun de ces projets orientés disco ne s'est concrétisé. Contrairement à la rumeur, Madonna n'a donc jamais dansé pour Patrick Hernandez,.
Porté par ce succès planétaire de la version disco de Born to be Alive, pour lequel Jean-Claude Pellerin assure la production avec Jean Vanloo et la promotion jusqu'en 1981 dans le monde entier, Patrick Hernandez devient multi-millionnaire en quelques mois, n'effectue ses déplacements qu'en limousine et convoque des foules immenses à chaque apparition en public. Cependant, le reste de sa carrière en pâtit. Son deuxième 45 tours, Back to Boogie, un titre également extrait de l'album de P.P.H., en duo avec son complice Hervé Tholance, sorti durant l'été 1979, est ainsi très loin des ventes de son prédécesseur. Après une succession d'échecs avec ses autres titres, il décide de prendre du recul jusqu'à retomber peu à peu dans l'oubli.
Ce succès de Born to be Alive permet toutefois à Patrick Hernandez d'être durablement invité dans des émissions télévisées consacrées au disco, et de sortir des compilations dans les années 1990.

### Suite de sa carrière
Après avoir acheté une maison en Dordogne, Patrick Hernandez vit depuis plus de quinze ans à l'Isle-sur-la-Sorgue, dans le Vaucluse. D'après Patrick Hernandez lui-même, le seul titre Born to be Alive lui rapporte encore en 2012 entre 1 000 et 1 500 euros par jour, du fait de son triple statut d'auteur, compositeur et interprète.
En juillet 2010, à Gordes (Vaucluse), il est l'invité de la confrérie des vins des Côtes du Ventoux qui l'intronise devant un public de plus de 500 personnes. En 2012, dans le film Stars 80 produit par Thomas Langmann, il joue son propre rôle.
En 2014, il enregistre la chanson Changer le monde avec l'amour en duo avec Alec Mansion (Léopold Nord & Vous).
Depuis 2013, il participe à la tournée Stars 80. La saison 2 a débuté en octobre 2014 et dure jusqu'en juillet 2015, avec un passage au Stade de France le 9 mai 2015.
En 2016, il publie Alive !, une autobiographie où il raconte l'incroyable succès du single Born to Be Alive.

### Vie privée
Patrick Hernandez est marié depuis 1990 avec Lætitia, ils ont une fille, Victoria, née en 2006.

## Discographie

### Singles
- Born to be Alive (1977, Aquarius)
- Someone's Stepping On My Mushrooms (avec Jorge Ben, 1978, Aavalanche)
- You Turn Me On (avec Hervé Tholance, 1979, Gem)
- Disco Queen (1980, Aquarius)
- Back to Boogie (avec Hervé Tholance, 1979, Aavalanche)
- Can't keep it up(1980)
- Goodbye (1981, Aariana)
- Y'a toujours des sam'dis soirs (1982, Aavalanche)
- Fais moi calin (1982) CBS
- Non Stop (1982)
- Tallulah (1983) Aquarius
- Kalisha Kalima (1988, EMI)
- Born to Be Alive (Remixes) (1988, Golden Dance Classics)
- The Drinks (are on me) (1991, EMI France)
- Born to Be Alive Back to Boogie (premières versions avec Paris Palace Hotel) (1976, Aquarius)
- Losing sleep over you
- Get ready
- Children of circumstance
- Down on easy street
- Lover identify card
- Ballerina
- Can't keep it up (1979)
- I give rendez-vous
- You really got me
- Mystery nights
- Show me the way you kiss
- Back in tune
- Down on the corner
- Changer le monde avec l'amour en duo avec Alec Mansion (2014)

## Filmographie
- 2012 : Stars 80 de Frédéric Forestier et Thomas Langmann : lui-même
- 2017 : Stars 80, la suite de Thomas Langmann : lui-même